# مجیدآباد (بوئین‌زهرا)
مجیدآباد (بوئین‌زهرا)، روستایی از توابع بخش رامند شهرستان بوئین‌زهرا در استان قزوین ایران است.

## جمعیت
این روستا در دهستان ابراهیم آباد قرار دارد و براساس سرشماری مرکز آمار ایران در سال ۱۳۸۵، جمعیت آن ۵۰۲ نفر (۱۱۷خانوار) بوده‌است.